# 宍粟市立一宮南中学校
宍粟市立一宮南中学校（しそうしりつ いちのみやみなみ ちゅうがっこう）は兵庫県宍粟市に所在する公立中学校。
愛称・略称は南中、一南（いちなん）など。

## 沿革
六三制の発足により、神戸村・染河内村にそれぞれ設置された新制中学校が本校の源流である。両中学校が統合されて現在の形に至る。

### 神戸中学校
- 1947年（昭和22年）5月4日 - 神戸村立神戸中学校が設立。神戸小学校の校舎の一部を借用。
- 1949年（昭和24年）10月1日 - 神戸中学校新校舎落成。
- 1956年（昭和31年）4月1日 - 3村の合併により一宮町が発足、一宮町立神戸中学校となる。

### 染河内中学校
- 1947年（昭和22年）4月30日 - 染河内村立染河内中学校が設立。染河内小学校の校舎の一部を借用。
- 1950年（昭和25年）4月19日 - 染河内中学校新校舎落成。
- 1950年（昭和25年）9月6日 - 染河内中学校が神戸中学校染河内分校となる。
- 1952年（昭和27年）10月21日 - 神戸中学校染河内分校が再び染河内中学校として復校する。
- 1956年（昭和31年）4月1日 - 3村の合併により一宮町が発足、一宮町立染河内中学校となる。

### 一宮南中学校
- 1966年（昭和41年） - 神戸中学校と染河内中学校を統合し、一宮町立一宮南中学校設置。これは名目上の統合で、新校舎完成まで両中学校をそれぞれ一宮南中学校神戸校舎、一宮南中学校染河内校舎とする。
- 1970年（昭和45年）3月11日 - 新校舎・体育館落成式挙行。名実ともに両中学校の統合が完了する。
- 2005年（平成17年）4月 - 一宮町が合併により宍粟市となったことに伴い、宍粟市立一宮南中学校となる。
- 2006年（平成18年）4月 - ひょうご学力向上推進プロジェクト事業に係わる推進地域に指定される。
- 2024年（令和6年）4月 - 宍粟市立はりま一宮小学校との併設型小中一貫校「一宮南学園」となる。

## 部活動
- 野球部
- ソフトボール部
- バレーボール部
- 卓球部
- 柔道部
- 水泳部
- 相撲部
- 吹奏楽部

## 校区
以下の小学校の通学区域。おおむね、宍粟市一宮町のうち曲里地区以南の区域にあたる。
- 宍粟市立はりま一宮小学校

## アクセス
- 中国自動車道 山崎ICから車で、国道29号を北へ約20分。
- 神姫バス 山崎待合所より横山・原方面行きに乗車、「東市場」バス停下車。

## 校区が隣接している学校
- 宍粟市立一宮北中学校
- 宍粟市立波賀中学校
- 宍粟市立山崎東中学校
- 姫路市立安富中学校
- 姫路市立鹿谷中学校
- 神河町立神河中学校